# 禮社江
禮社江，是元江上游河段的名稱，發源於雲南省巍山彝族回族自治縣哀牢山東麓，幹流流經巍山彝族回族自治縣、南澗彝族自治縣、彌渡縣、南華縣、楚雄市、雙柏縣、新平彝族傣族自治縣，至三江口與綠汁江匯集後，始稱元江。
主要支流有南澗河、毗雄河（苴力河）、牛街河、馬龍河等。